# Nuclear Threat Initiative
A Nuclear Threat Initiative (NTI) é uma ONG fundada em 2001 por Ted Turner e Sam Nunn nos Estados Unidos destinada a monitorar o nascimento das armas nucleares, armas químicas e armas biológicas.